# 小行星8672
小行星8672（英語：8672 Morse）是一颗围绕太阳公转的小行星。1991年8月6日，艾瑞克·怀特·埃尔斯特在拉西拉天文台发现了此天体。
这颗小行星的绝对星等为147.4897617518183等。